# Vivian Motzfeldtová
Dorthe Kathrine Vivian Motzfeldtová (nepřechýleně: Motzfeld, * 10. června 1972, Upernaviarsuk) je grónská učitelka, politička, bývalá 14. předsedkyně Grónského parlamentu a bývalá ministryně školství, kultury a náboženství. Od března 2025 je grónskou ministryní zahraničí a vědy.

## Životopis

### Mládí a vzdělání
Vivian Motzfeldtová je dcerou Christiana Motzfeldta a jeho ženy Ruth. Vyrostla v rodině grónských pastevců v Upernaviarsuku.
V letech 1989 až 1993 navštěvovala střední školu v Qaqortoqu, kterou přerušila ročním pobytem v zahraničí ve Spojených státech. V letech 1994 až 1997 se vzdělávala jako učitelka v Grónském semináři, poté rok pracovala v Nuussuup Atuarfia v Nuuku a v letech 1998 až 2000 studovala kulturní a sociální historii na Grónské univerzitě. V letech 2002 až 2003 působila jako učitelka na gymnáziu v Nuuku a poté až do roku 2005 ve vzdělávacím projektu Matu, který slouží k nápravě mladých lidí se sklony k násilí. Poté až do roku 2007 učila na škole Ukaliusaq v Nuuku. V letech 2010 až 2014 působila jako učitelka na škole Kujalleq v Qaqortoqu.

### Politická kariéra
Poprvé kandidovala v parlamentních volbách v roce 2005, ale získala pouze 57 hlasů. Ve volbách do Folketingu v roce 2007 s 263 hlasy rovněž neuspěla. Kandidovala ve volbách v roce 2014 a s 153 preferenčními hlasy skončila jako druhý náhradník. Vzhledem k tomu, že se několik zvolených poslanců ze Siumutu stalo členy Grónské vlády, postoupila do parlamentu. V roce 2017 byla jmenována předsedkyní ústavní komise. 
V parlamentních volbách v roce 2018 získala 206 hlasů a obhájila mandát. Poté byla jmenována ministryní zahraničních věcí, školství, kultury a církví ve třetí Kielsenově vládě. Po opětovném rozpadu vlády v témže roce byla se stala předsedkyní Grónského parlamentu, kde vystřídala Hanse Enoksena. Dne 29. listopadu 2020 kandidovala Vivian Motzfeldtová na předsedkyni strany Siumut proti Kim Kielsenovi a Eriku Jensenovi, ale byla vyřazena hned v prvním kole volby se 7 hlasy ze 71. Byla však jmenována místopředsedkyní strany.
V parlamentních volbách v roce 2021 se jí opět podařilo získat křeslo v Grónském parlamentu. Poté ji ve funkci předsedkyně parlamentu nahradil její předchůdce Hans Enoksen. Když se Siumut 5. dubna 2022 stal opět součástí vlády, byla Vivian Motzfeldtová jmenována ministryní zahraničních věcí, akvizic a obchodu v druhé Egedeho vládě. Dne 25. září 2023 předala portfolio akvizic a obchodu Naaji H. Nathanielsenové a zároveň jí bylo svěřeno nově vytvořené portfolio nezávislosti. V roce 2023 se stala ministryní zahraničí, akvizic a obchodu.
Dne 23. září 2021 jí byl udělen Nersornaat ve zlatě za její služby ve funkci předsedkyně parlamentu.
Dne 28. března 2025 se na základě předčasných voleb stala ministryní zahraničí a vědy ve vládě Jense Frederika Nielsena.